# Goals Against Average
Goal Against Average (GAA), antalet insläppta mål per match, är ett mått på hur bra en målvakt är inom bland annat ishockey, landhockey, fotboll, lacrosse och vattenpolo. Talet räknas ut genom att dela antalet mål en målvakt släppt in med tiden målvakten stått i målet och multiplicera det med matchlängden. En målvakt med lågt GAA är oftast en bättre målvakt, men talet beror även på hur bra försvar målvakten har till sin hjälp. Därför används bland annat även måttet räddningsprocent för att avgöra hur bra målvakter är.